# Spindelliljesläktet
Spindelliljesläktet (Hymenocallis) är ett växtsläkte i familjen amaryllisväxter med cirka 50 arter från södra USA, Västindien, Centralamerika och Sydamerika. 
Perenna örter med lök, utan egentlig lökhals. Blad 2-16, nedvissnande eller städsegröna, skaftlösa eller sällan med bladskaft. Blomstjälk med 2-3 stödblad runt den flocklika blomställningen. Blommor 2-16, vanligen skaftlösa, med en blompip, doftande. Ståndarna är förenade med en bikrona. Frukten är en kapsel. Frön gröna.
Två närstående släkten förs ibland till Hymenocallis, men nyare forskning stöder uppfattningen att det är egna släkten.
- Narcissliljesläktet (Ismene) - bladskaften bildar långa lökhalsar, eller en så kallad falsk stam. Ståndarna är bara något längre än själva bikronan och böjer sig inåt. Fröna är gröna.
- Leptochiton - liknar Ismene men bildar bara en blomma per blomstjälk och har svarta frön.

Släktnamnet kommer av grekiskans hymên som betyder hinna och kallos, som betyder vacker. Det syftar på blommorna bikrona.

## Synonymer
- Choretis Herbert, 1837
- Hymenocalyx Houllet, 1869
- Nemepiodon Rafinesque, 1838
- Tomodon Rafinesque, 1838
- Troxistemon Rafinesque, 1838

## Species
- Hymenocallis acutifolia (Herb. ex Sims) Sweet
- Hymenocallis araniflora T.M.Howard
- Hymenocallis arenicola Northr.
- Hymenocallis astrostephana T.M.Howard
- Hymenocallis azteciana Traub
- Hymenocallis baumlii Ravenna
- Hymenocallis bolivariana Traub
- Hymenocallis caribaea (L.) Herb.
- Hymenocallis choctawensis Traub
- Hymenocallis choretis Hemsl.
- Hymenocallis cleo Ravenna
- Hymenocallis clivorum Laferr.
- Hymenocallis concinna Baker
- Hymenocallis cordifolia Micheli
- Hymenocallis coronaria (Leconte) Kunth
- Hymenocallis crassifolia Herb.
- Hymenocallis durangoensis T.M.Howard
- Hymenocallis duvalensis Traub ex Laferr.
- Hymenocallis eucharidifolia Baker
- Hymenocallis fragrans (Salisb.) Salisb.
- Hymenocallis franklinensis Ger.L.Sm.
- Hymenocallis gholsonii G.Lom.Sm. & Garland
- Hymenocallis glauca (Zucc.) M.Roem.
- Hymenocallis godfreyi G.L.Sm. & Darst
- Hymenocallis graminifolia Greenm.
- Hymenocallis guatemalensis Traub
- Hymenocallis guerreroensis T.M.Howard
- Hymenocallis harrisiana Herb.
- Hymenocallis henryae Traub
- Hymenocallis howardii Bauml
- Hymenocallis imperialis T.M.Howard
- Hymenocallis incaica Ravenna
- Hymenocallis jaliscensis M.E.Jones
- Hymenocallis latifolia (Mill.) M.Roem.
- Hymenocallis leavenworthii (Standl. & Steyerm.) Bauml
- Hymenocallis lehmilleri T.M.Howard
- Hymenocallis limaensis Traub
- Hymenocallis liriosme (Raf.) Shinners
- Hymenocallis littoralis (Jacq.) Salisb.
- Hymenocallis lobata Klotzsch
- Hymenocallis longibracteata Hochr.
- Hymenocallis maximilianii T.M.Howard
- Hymenocallis multiflora Vargas
- Hymenocallis occidentalis (Leconte) Kunth
- Hymenocallis ornata (C.D.Bouché) M.Roem.
- Hymenocallis ovata (Mill.) M.Roem.
- Hymenocallis palmeri S.Watson
- Hymenocallis partita Ravenna
- Hymenocallis phalangidis Bauml
- Hymenocallis pimana Laferr.
- Hymenocallis portamonetensis Ravenna
- Hymenocallis praticola Britton & P.Wilson
- Hymenocallis proterantha Bauml
- Hymenocallis pumila Bauml
- Hymenocallis puntagordensis Traub
- Hymenocallis pygmaea Traub
- Hymenocallis rotata (Ker Gawl.) Herb.
- Hymenocallis schizostephana Worsley
- Hymenocallis sonorensis Standl.
- Hymenocallis speciosa (L.f. ex Salisb.) Salisb.
- Hymenocallis tridentata Small
- Hymenocallis tubiflora Salisb.
- Hymenocallis venezuelensis Traub
- Hymenocallis woelfleana T.M.Howard